# بیمارستان مادران ابردین
بیمارستان مادران ابردین (به انگلیسی: Aberdeen Maternity Hospital) بیمارستانی سرویس سلامت همگانی (ان اچ اس) در شهر ابردین بریتانیا است که در دههٔ ۱۹۴۰ میلادی ساخته شد .

## ان اچ اس
سرویس سلامت همگانی نام مشترک چهار سیستم تأمین رفاه پزشکی در بریتانیا است. بودجه این سیستم‌ها برخلاف اکثر کشورها از مالیات بر مردم و نه از طریق حق بیمه درمانی تأمین می‌شود.

## قدرت
نظام سلامت همگانی بریتانیا، همه مخارج درمان را پرداخت می‌کند و مردم (جز در موارد محدود) مستقیماً پولی برای خدمات سلامت، پولی پرداخت نمی‌کنند.
نظام درمانی بریتانیا بسیار قدرتمند است. زیرا در بریتانیا، سلامت شهروندان بر عهده دولت است. منبع مالی دولت بریتانیا، مالیات‌های دریافتی از مردم و درآمدهای عمومی و نه حق بیمه پرداختی از سوی مردم است؛ بنابراین، دولت، مجبور است برای مدیریت بودجه و تقاضا محدویت‌هایی اعمال کند و به دو روش در پرداخت هزینه‌های درمانی، صرفه‌جویی می‌کند.
نشان‌واره سرویس سلامت همگانی در ایرلند شمالی
اول اینکه در این کشور، مردم نمی‌توانند به دلخواه خودشان، به پزشک متخصص مراجعه کنند یا شخصاً درخواست آزمایش خون یا ام‌آرآی بدهند. هر بیمار باید ابتدا در سطح اول درمان بررسی شود و در صورت صلاح دید پزشک سطح اول، به سطوح بعدی ارجاع شود. به این ترتیب از مصرف بی‌مورد منابع در سطوح بالاتر جلوگیری می‌شود.
از سوی دیگر برای هر فرد، سقف هزینه تعیین می‌شود. این سقف هزینه از تقسیم کل بودجه نظام سلامت بر تعداد افراد تحت پوشش به دست می‌آید. در صورتی که لازم باشد بیش از این مبلغ برای بیمار خرج شود، تیم درمان باید بتواند نشان دهد که خرج بیشتر به سود بیمار است؛ بنابراین تیم درمان به نمایندگی از دولت این حق و وظیفه را دارد که در مورد روند درمان بیمار تصمیم بگیرد. برای نمونه، می‌تواند رای به جداسازی دستگاه‌های تنفس یا ضربان قلب مصنوعی و مرگ بیمار دهد. به این ترتیب از صرف هزینه بیهوده برای آن بیمار جلوگیری شده و بودجه بهداشتی برای کسانی خرج می‌شود که احتمال زنده‌ماندن بیشتری دارند.